# Central nuclear de Kursk

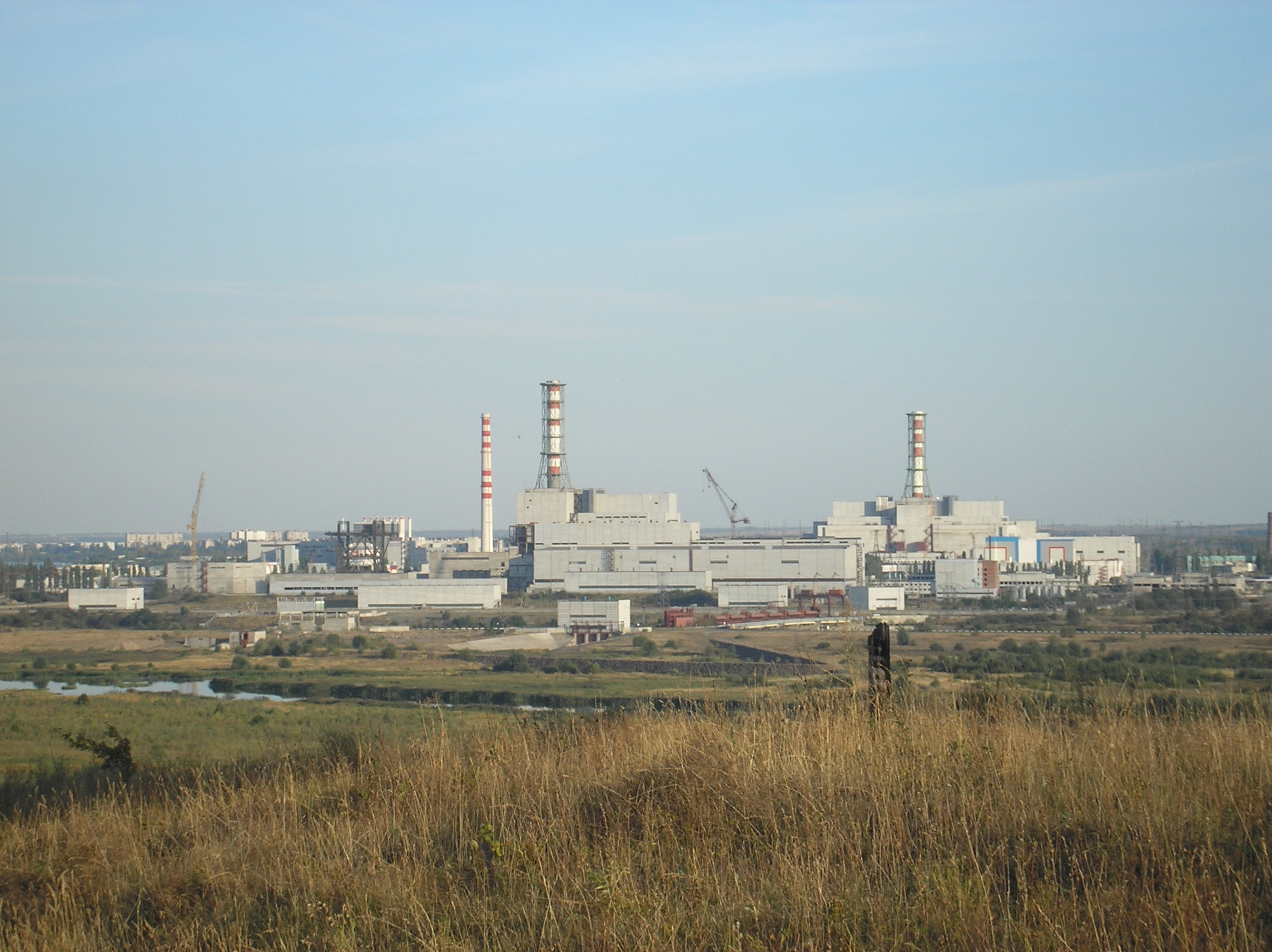
A usina.

A central nuclear de Kursk (russo: Курская АЭС) é uma central nuclear localizada no oeste da Rússia, na margem do rio Seim, a cerca de 40 quilómetros a oeste da cidade de Kursk. A cidade vizinha de Kurchatov foi fundada quando a construção da fábrica começou. A central alimenta a rede elétrica para Oblast de Kursk e 19 outras regiões.
Os quatro reatores da central são do tipo RBMK-1000, o mesmo usado na Central nuclear de Chernobyl, mas em um modelo diferente. A central foi originalmente equipada com dois reatores. Depois disso dois reatores foram adicionados entre 1983 e 1985.
Em 2018, a primeira construção de concreto começou no Kursk-II-1, um reator VVER-TOI. Os Kursk-II-1 e II-2 substituirão os Kursk 1 e 2, que estão se aproximando do fim da sua vida útil.
A estrutura da central de Kursk é quase idêntica à estrutura de Chernobyl. O filme para a televisão americana de 1991 Chernobyl: The Final Warning usou a fábrica de Kursk e a cidade vizinha de Kurchatov para substituir a Central nuclear de Chernobyl e Pripyat.

## Dados do reator
A Usina Nuclear de Kursk tem 4 unidades operacionais:
| Unidade    | Tipo de reator | Capacidade total | Capacidade bruta | Início da construção | Rede Elétrica | Operação Comercial | Fim de serviço                                           |
| ---------- | -------------- | ---------------- | ---------------- | -------------------- | ------------- | ------------------ | -------------------------------------------------------- |
| Kursk 1    | RBMK-1000      | 925 MW           | 1.000 MW         | 01/06/1972           | 19/12/1976    | 12/10/1977         | 2021, planeado                                           |
| Kursk 2    | RBMK-1000      | 925 MW           | 1.000 MW         | 01/01/1973           | 28/01/1979    | 17/08/1979         | 2024, planeado                                           |
| Kursk 3    | RBMK-1000      | 925 MW           | 1.000 MW         | 01/04/1978           | 17/10/1983    | 30/03/1984         | 2029, planeado                                           |
| Kursk 4    | RBMK-1000      | 925 MW           | 1.000 MW         | 01/05/1981           | 02/12/1985    | 05/02/1986         | 2030, planeado                                           |
| Kursk 5    | RBMK-1000      | 925 MW           | 1.000 MW         | 01/12/1985           | -             | 1992 (planeado)    | Construção interrompida em 1989, cancelada em 15/08/2012 |
| Kursk 6    | RBMK-1000      | 925 MW           | 1.000 MW         | 01/08/1986           | -             | -                  | Construção cancelada 01-12-1993                          |
| Kursk II-1 | VVER-1300/510  | 1.115 MW         | 1.255 MW         | 29/04/2018           | -             | -                  | -                                                        |
| Kursk II-2 | VVER-1300/510  | 1.115 MW         | 1.255 MW         | 15/04/2019           | -             | -                  | -                                                        |